# هيلث ماب
هيلث ماب (HealthMap) هو نظام معلومات إلكتروني آلي متاح مجانا لمراقبة وتنظيم وتصور تقارير حالات تفشي العالمي للأمراض حسب المكان والوقت والعامل المسبب للعدوى.
بدأ العمل بالموقع منذ أيلول 2009، حيث أنشأ الموقع جون براونشتاين (John Brownstein) وكلارك فرايفلد (Clark Freifeld)، حيث حاز النظام على البيانات من مصادر إلكترونية مجانية متنوعة مثل برومد-ميل (ProMED-mail) ويوروسورفيلنس (Eurosurveillance) وعقدة معلومات أمراض الحياة البرية (Wildlife Disease Information Node) للحصول على رؤية شاملة حول الوضع الحالي العالمي هللأمراض المعدية.
يتنوع مستخدمي نظام هيلث ماب من الهيئات الحكومية والمحلية المختلفة مثل منظمة الصحة العالمية ومراكز مكافحة الأمراض واتقائها في الولايات المتحدة والمركز الأوروبي للوقاية من الأمراض ومكافحتها.
يستخدم نظام هيلث ماب لنظام الكشف المبكر ودعم حالة الوعي من خلال توفير معلومات حالية ووفيرة عن حالات تفشي الأمراض، حتى في الأماكن التي لا تظهر الحالات بشكل محلوظ للجهود المحلية للصحة العامة.
يراقب نظام هيلث ماب مصادر معلومات باللغات الإنكليزية والصينية والفرنسية والعربية والإسبانية والبرتغالية والروسية.
تتبع نظام هيلث ماب في آذار 2014 النشرات الإخبارية المبكرة والتقارير الإعلامية العامة للحمى النزفية في غرب أفريقيا والذي عرف فيما بعد بالإيبولا.

## روابط خارجية
- The HealthMap website - الموقع الرسمي